# Magyarország az 1969-es atlétikai Európa-bajnokságon
Magyarország az Athénben megrendezett 1969-es atlétikai Európa-bajnokság egyik részt vevő nemzete volt. Az ország a versenyen 32 sportolóval képviseltette magát.

## Érmesek
| Érem  | Versenyző         | Versenyszám   | Dátum          |
| ----- | ----------------- | ------------- | -------------- |
| Arany | Németh Angéla     | Gerelyhajítás | szeptember 18. |
| Ezüst | Cziffra Zoltán    | Hármasugrás   | szeptember 17. |
| Ezüst | Paulányi Magdolna | Gerelyhajítás | szeptember 18. |

## Eredmények

### Férfi
| Versenyző        | Versenyszám     | Előfutam | Előfutam | Előfutam | Elődöntő | Elődöntő | Elődöntő | Döntő         | Döntő         |
| Versenyző        | Versenyszám     | Idő      | Hely.    | Össz.    | Idő      | Hely.    | Össz.    | Idő           | Helyezés      |
| ---------------- | --------------- | -------- | -------- | -------- | -------- | -------- | -------- | ------------- | ------------- |
| Mihályfi László  | 200 m           | 21,8     | 4.       | 16.      | 21,5     | 8.       | 12.      | kiesett       | kiesett       |
| Szerényi János   | 10 000 m        |          |          |          |          |          |          | 29:49,8       | 14.           |
| Simon Dénes      | 10 000 m        |          |          |          |          |          |          |               | 16.           |
| Simon Dénes      | Maraton         |          |          |          |          |          |          | 2:22:58,8     | 6.            |
| Tóth Gyula       | Maraton         |          |          |          |          |          |          | 2:32:24,6     | 16.           |
| Ringhoffer Zsolt | 400 m gát       | 51,80    | 3.       | 9.       |          |          |          | kiesett       | kiesett       |
| Dalmati János    | 20 km gyaloglás |          |          |          |          |          |          | 1:43:53,8     | 15.           |
| Dalmati János    | 50 km gyaloglás |          |          |          |          |          |          | 4:38:9,0      | 10.           |
| Kiss Antal       | 50 km gyaloglás |          |          |          |          |          |          | nem ért célba | nem ért célba |

| Versenyző          | Versenyszám   | Selejtező | Selejtező | Döntő    | Döntő    |
| Versenyző          | Versenyszám   | Eredmény  | Helyezés  | Eredmény | Helyezés |
| ------------------ | ------------- | --------- | --------- | -------- | -------- |
| Major István       | Magasugrás    | 211 cm    |           | 214 cm   | 5.       |
| Tihanyi József     | Magasugrás    | 211 cm    |           | 201 cm   | 7.       |
| Steinhacker Róbert | Rúdugrás      | 450 cm    | 13.       | kiesett  | kiesett  |
| Cziffra Zoltán     | Hármasugrás   | 16,15 m   | 9.        | 16,85 m  |          |
| Kalocsai Henrik    | Hármasugrás   | 16,21 m   | 8.        | 15,79 m  | 10.      |
| Varjú Vilmos       | Súlylökés     | 18,62 m   | 8.        | 18,78 m  | 7.       |
| Holub Sándor       | Súlylökés     | 17,92 m   | 16.       | kiesett  | kiesett  |
| Tégla Ferenc       | Diszkoszvetés | 58,42 m   | 2.        | 58,18 m  | 6.       |
| Fejér Géza         | Diszkoszvetés | 53,44 m   | 12.       | 55,64 m  | 10.      |
| Murányi János      | Diszkoszvetés | 49,76 m   | 17.       | kiesett  | kiesett  |
| Zsivótzky Gyula    | Kalapácsvetés | 69,98 m   | 2.        | 69,68 m  | 4.       |
| Lovász Lázár       | Kalapácsvetés | 66,86 m   | 5.        | 66,90 m  | 6.       |
| Eckschmiedt Sándor | Kalapácsvetés | 66,02 m   | 7.        | 66,68 m  | 7.       |
| Kulcsár Gergely    | Gerelyhajítás |           |           | 81,14 m  | 4.       |

| Versenyző    | Versenyszám | 100 m | 100 m | Távolugrás | Távolugrás | Súlylökés | Súlylökés | Magasugrás | Magasugrás | 400 m | 400 m | 110 m gát | 110 m gát | Diszkoszvetés | Diszkoszvetés | Rúdugrás | Rúdugrás | Gerelyhajítás | Gerelyhajítás | 1500 m | 1500 m | Végeredmény | Végeredmény |
| Versenyző    | Versenyszám | Idő   | Pont  | Eredmény   | Pont       | Eredmény  | Pont      | Eredmény   | Pont       | Idő   | Pont  | Idő       | Pont      | Eredmény      | Pont          | Eredmény | Pont     | Eredmény      | Pont          | Idő    | Pont   | Pont        | Helyezés    |
| ------------ | ----------- | ----- | ----- | ---------- | ---------- | --------- | --------- | ---------- | ---------- | ----- | ----- | --------- | --------- | ------------- | ------------- | -------- | -------- | ------------- | ------------- | ------ | ------ | ----------- | ----------- |
| Bakai József | Tízpróba    | 11,2  |       | 7,26 m     |            | 14,32 m   |           | 1,89 m     |            | 52,1  |       | 16,6      |           | 46,46 m       |               | 4,20 m   |          | 60,84 m       |               | 5:11,0 |        | 7167        | 11.         |

### Női
| Versenyző                                                      | Versenyszám | Előfutam | Előfutam | Előfutam | Elődöntő | Elődöntő | Elődöntő | Döntő   | Döntő    |
| Versenyző                                                      | Versenyszám | Idő      | Hely.    | Össz.    | Idő      | Hely.    | Össz.    | Idő     | Helyezés |
| -------------------------------------------------------------- | ----------- | -------- | -------- | -------- | -------- | -------- | -------- | ------- | -------- |
| Balogh Györgyi                                                 | 200 m       | 24,4     | 3.       | 10.      | 24,6     | 6.       | 13.      | kiesett | kiesett  |
| Budavári Mária                                                 | 800 m       | 2:10,7   | 5.       | 14.      |          |          |          | kiesett | kiesett  |
| Budavári Mária                                                 | 1500 m      | 4:31,6   | 7.       | 17.      |          |          |          | kiesett | kiesett  |
| Munkácsi Antónia Kulcsár Magdolna Séfer Rozália Balogh Györgyi | 4 × 400 m   | 3:35,8   | 4.       | 4.       |          |          |          | 3:36,6  | 7.       |

| Versenyző         | Versenyszám   | Selejtező | Selejtező | Döntő    | Döntő    |
| Versenyző         | Versenyszám   | Eredmény  | Helyezés  | Eredmény | Helyezés |
| ----------------- | ------------- | --------- | --------- | -------- | -------- |
| Komka Magdolna    | Magasugrás    | 171 cm    |           | kiesett  | kiesett  |
| Stugner Judit     | Diszkoszvetés |           |           | 52,00 m  | 8.       |
| Németh Angéla     | Gerelyhajítás |           |           | 59,76 m  |          |
| Paulányi Magdolna | Gerelyhajítás |           |           | 58,80 m  |          |

| Versenyző        | Versenyszám | 100 m gát | 100 m gát | Súlylökés | Súlylökés | Magasugrás | Magasugrás | Távolugrás | Távolugrás | 200 m | 200 m | Végeredmény | Végeredmény |
| Versenyző        | Versenyszám | Idő       | Pont      | Eredmény  | Pont      | Eredmény   | Pont       | Eredmény   | Pont       | Idő   | Pont  | Pont        | Helyezés    |
| ---------------- | ----------- | --------- | --------- | --------- | --------- | ---------- | ---------- | ---------- | ---------- | ----- | ----- | ----------- | ----------- |
| Kovács Annamária | Ötpróba     | 14,6      |           | 11,70 m   |           | 1,53 m     |            | 6,07 m     |            | 25,2  |       | 4002        | 10.         |